# Eric Ejiofor
Eric Ejiofor (Asaba, 17 de dezembro de 1979) é um futebolista da Nigéria.

## Carreira
- 1998 :  Katsina United
- 1999 :  Shooting Stars
- 1999 :  Enyimba
- 2000 :  Enyimba
- 2001 :  Enyimba
- 2001-02 :  Maccabi Haifa
- 2002-03 :  Maccabi Haifa
- 2003-04 :  Maccabi Haifa
- 2004-05 :  MS Ashdod
- 2005-06 :  Enosis Neon Paralimni
- 2006-07 :  Enosis Neon Paralimni
- 2007-08 :  Enosis Neon Paralimni